# 앤 머호니
앤 머호니(영어: Ann Mahoney, 1976년 4월 24일 ~ )는 미국의 배우이다. 드라마 《워킹 데드》에 올리비아 역으로 출연한다.

## 출연 작품
- 덤플링 (2018)
- 끝에서 시작되다 (2017)
- 배드 맘스 (2016)
- 라스트 홈 (2014)
- 풀 보이즈 (2011)
- 더 댄스 포 베서니 (2007)
- Flakes (2007)
- 빅 마마 하우스 2 - 근무 중 이상무 (2006)
- 오드 걸 아웃 (2005)
- 프랑켄슈타인 (2004)